# Eucalyptus eugenioides
Espèce
Classification phylogénétique
Synonymes
- ''Eucalyptus nigra R.T.Baker

Eucalyptus eugenioides est une espèce de plantes à fleurs de la famille des Myrtaceae et du genre Eucalyptus. C'est un arbre commun en Australie orientale. Il pousse jusqu'à 30 mètres de hauteur dans les formations herbacées et boisées sèches d'eucalyptus aux sols profonds, lourds, à fertilité modérée.

## Taxonomie
Il a été décrit par Kurt Polycarp Joachim Sprengel en 1827, même si George Bentham dans sa Flora Australiensis le considérait comme une sous-espèce de E. piperita. Le nom d'espèce se rapporte à sa similitude avec les arbres du genre Eugenia. Les noms communs anglais incluent thin-leaved stringybark, pink blackbutt, small-leaved stringybark, Wilkinson's stringybark, white stringybark ainsi que thin-leaved stringybark. Le terme «stringybark» renvoie aux longues et minces bandes d'écorce mince que l'on peut détacher de l'arbre

## Description
C'est un arbre au tronc rectiligne d'une hauteur qui atteint 30 m avec un tronc qui peut être de 70 cm de diamètre à hauteur de poitrine. Filandreuse dans la nature, l'écorce est grise puis brun-rouge et reste sur l'arbre. Les feuilles adultes, d'un vert mat, sont lancéolées et mesurent 10 à 14 cm de long sur 2 à 3,3 cm de large. Les capitules blancs sont disposés en groupes de onze et semblent erratique de mars à septembre.

## Distribution et habitat
On le trouve dans l'est de la Nouvelle-Galles du Sud de Wyndham à la frontière du Queensland et se poursuit ensuite dans les environs de Warwick, au sud du Queensland, avec des populations dispersées plus au nord allant aussi loin que Gladstone. C'est un arbre commun dans les sols de schiste et d'ardoise moyennement fertiles en plaines et basses collines. Il pousse dans les forêts ouvertes avec d'autres arbres tels que Eucalyptus moluccana, Eucalyptus tereticornis, Eucalyptus amplifolia, Eucalyptus viminalis, Eucalyptus longifolia, Eucalyptus crebra et Eucalyptus cinereaainsi que Corymbia maculata et des espèces telles que Melaleuca styphelioides et Melaleuca decora,. C'est l'une des espèces menacées de la plaine de Cumberland.